# Anni 900
Gli anni 900 sono il decennio che comprende gli anni dal 900 al 909 inclusi.

## Eventi, invenzioni e scoperte
- Viene eletto papa Benedetto IV (900).
- Ludovico il Cieco scende in Italia ed è proclamato re (900).
- Ludovico il Cieco è incoronato imperatore dal papa Benedetto IV (901).
- Il generale arabo Isam al Jawlani, in accordo con l'Emiro di Cordova, conquista la città di Palma di Maiorca, dando inizio al periodo della dominazione araba sulle Baleari che durerà circa tre secoli (902).
- Sergio III viene consacrato come 119º papa della Chiesa cattolica (904).
- Scoperta della galassia di Andromeda da parte di Al-Sufy (905).
- Crollo della dinastia Tang in Cina e inizio del periodo delle cinque dinastie settentrionali e dei dieci regni meridionali (907).